# Avaliação de Impacto Ambiental
A Avaliação de Impacto Ambiental (ou AIA), é um instrumento preventivo usado nas políticas de ambiente e gestão ambiental com o intuito de assegurar que um determinado projeto passível de causar danos ambientais seja analisado de acordo com os prováveis impactos no meio ambiente, e que esses mesmos impactos sejam analisados e tomados em consideração ao seu processo de aprovação.
A elaboração de um AIA é apoiada em estudos ambientais elaborados por equipes multidisciplinares, os quais apresentam diagnósticos, descrições, analises e avaliações sobre os impactos ambientais efetivos e potenciais do projeto.

## Conceito
Conceitua-se impacto ambiental como uma mudança de uma situação ambiental já existente, ou de equilíbrio, causada por uma atividade humana, no qual os componentes ambientais (água, solo, fauna, flora, ecossistemas especiais, saúde ambiental) poderão ser afetados. Colocam em risco a biodiversidade devido a influências humanas. Essa questão é complexa com diversas causas interligadas. Segundo o Ministério do Meio Ambiente (MMA), uma das principais raízes desse problema reside na condição humana contemporânea, potencializada pelo rápido crescimento populacional e pela desigualdade na distribuição de recursos para a população.
O crescimento da população humana coloca pressão sobre os ecossistemas, levando à degradação de habitats naturais para atender às necessidades crescentes de alimentos, água, moradia e recursos naturais. Além disso, a distribuição desigual da riqueza resulta em acesso desigual aos recursos e oportunidades, contribuindo para a exploração excessiva de ecossistemas por parte de certas comunidades.
Segundo o Instituto Socioambiental (ISA), culturalmente, muitas comunidades têm laços profundos com a natureza, dependendo dela para práticas tradicionais, medicina e identidade cultural. A perda de espécies e habitats pode resultar na extinção de conhecimentos e práticas ancestrais. Além disso, a biodiversidade desempenha um papel crucial na pesquisa científica, proporcionando explorar recursos valiosos para medicamentos, alimentos e soluções tecnológicas.

## Impacto Ambiental no Brasil
O órgão brasileiro que regulamenta a legislação e emite resoluções para todo o território brasileiro, é o CONAMA (Conselho Nacional do Meio Ambiente).
O CONAMA foi instituido pela Lei nº 6.938, de 31 de agosto de 1981, como um órgão normativo na área ambiental.
O órgão executivo, a nível federal, é o IBAMA (Instituto Brasileiro do Meio Ambiente e dos Recursos Naturais Renováveis), encarregado de executar e fazer executar a política e as diretrizes governamentais fixadas para o meio ambiente. 
Cada Estado do Brasil possui seu órgão estadual correspondente como, por exemplo, a FATMA (Fundação do Meio Ambiente) em Santa Catarina, o INEA (Instituto Estadual do Ambiente), no Estado do Rio de Janeiro e a CETESB (Companhia de Tecnologia de Saneamento Ambiental), em São Paulo. Estes órgãos são responsáveis pela execução de programas, projetos e pelo controle e fiscalização de atividades capazes de provocar a degradação ambiental.
O Relatório de Impacto Ambiental (RIMA) é o relatório que reflete todas as conclusões apresentadas num Estudo de Impacto Ambiental (EIA ou AIA). O RIMA deve ser elaborado de forma objetiva e possível de se compreender, ilustrado por mapas, quadros, gráficos, redigido em linguagem não técnica a fim de ser passível de fácil interpretação no processo de participação publica. O EIA e o RIMA fazem parte do processo de Licenciamento ambiental.

## Impacto Ambiental em Portugal
O regime jurídico da AIA é estabelecido pelo Decreto- Lei n.º 69/2000, de 3 de Maio, alterado e republicado pelo Decreto-Lei n.º 197/2005, de 8 de Novembro - rectificado pela Declaração de Rectificação n.º 2/2006, de 6 de Janeiro e pelo Decreto-Lei n.º 151-B/2013 de 31 de outubro.

O processo de AIA compreende seis fases:
1. Definição do Âmbito do EIA
  - Proponente:
    - Proposta de Definição de Âmbito(PDA)
    - Declaração de intenção de realizar o projecto
    - Pedido de realização de consulta pública (facultativo)

  - Autoridade de AIA:
    - Solicitação de pareceres às entidades públicas
    - Nomeação da comissão de avaliação
    - Envio de elementos ao IA (Instituto do Ambiente) para realização da consulta pública

  - Comissão de Avaliação:
    - Deliberação quanto à realização da consulta pública
    - Deliberação quanto à PDA, atendendo aos pareceres recolhidos e, se for caso disso, aos resultados da consulta pública.

  - IA
    - Promoção da consulta pública
    - Elaboração do relatório da consulta pública
2. Elaboração e apresentação do Estudo de Impacto Ambiental (EIA)
  - Proponente:
    - Estudo de Impacto Ambiental (EIA), elaborado em função das características e da fase de elaboração do projecto (estudo prévio, anteprojecto ou projecto de execução), contendo
      1. resumo não técnico (RNT)
      2. relatório(s) síntese (RS)
      3. relatórios técnicos (RT) - se necessário
      4. anexos

    - Nota de envio à Autoridade de AIA
3. Apreciação técnica do EIA
  - Entidade Licenciadora:
    - Retém um exemplar do EIA
    - Envia à Autoridade de AIA
      - restantes exemplares do EIA
      - nota de envio
      - um exemplar do projecto
      - documentação relevante

  - Autoridade de AIA:
    - Nomeia comissão de Avaliação

  - Comissão de Avaliação:
    - Solicita informação complementar, aditamentos, reformulação do RNT ou
    - Emite Declaração de Conformidade ou Desconformidade do EIA.

  - Proponente:
    - Envia à CA documentos solicitados
4. Participação pública
  - IA:
    - Decisão quanto ao período de consulta pública
    - Publicação do RNT e do EIA
    - Elaboração de Audiências Públicas (ou outras) de forma a ouvir os interessados
    - Resposta aos pedidos de esclarecimento
    - Elaboração e Publicação do Relatório de Consulta Pública

  - Comissão de Avaliação:
    - Participa nas Audiências Públicas
    - Formulação de Pedidos de esclarecimento

  - Interessados, Proponentes e Técnicos responsáveis pelo EIA:
    - Participação nas audiências públicas
5. Decisão
  - Elaboração e emissão do DIA - Declaração de Impacte Ambiental -  por diversos organismos:
    1. Comissão de Avaliação
      - Elabora parecer final do procedimento de AIA
      - Envia à Autoridade de AIA

    2. IA
      - Publica o parecer final do procedimento de AIA

    3. Autoridade de AIA
      - Elabora o DIA e envia ao Ministério do Ordenamento de Território
      - Notifica a entidade licenciadora da proposta de DIA

    4. Ministério do Ordenamento e Território
      - Efectua o despacho (Favorável Condicionado, Desfavorável ou Favorável)

    5. IA
      - Publica o DIA
6. Pós-Avaliação
  - Elaboração do RECAPE
  - Publicação do RECAPE
  - Monitorização do projecto

## Geotecnologias na Avaliação de Impacto Ambiental
Com o crescimento das principais atividades econômicas do século XXI verificou-se um aumento nos impactos ambientais enfrentados. Alguns métodos como o EIA e o RIMA são necessários para a compreensão dos possíveis impactos ambientais que empreendimentos diversos podem causar, porém outras metodologias ajudam a complementar e explicitar melhor a degradação ambiental presente. O uso de geotecnologias, por exemplo, é imprescindível e permite que a análise seja realizada em amplo alcance com imagens que ajudam a identificar, quantificar e interpretar a área estudada mais facilmente.
Como trata-se de vários softwares de Sistema de Informação Geográfica (SIG) disponíveis, alguns - como o QGIS - são gratuitos, os possíveis usos das geotecnologias e ferramentas de geoprocessamento são variados. Alguns dos mais comuns são a identificação de áreas desmatadas assim como sua espacialização, identificação de áreas protegidas e Unidades de Conservação, delimitação de queimadas e Zoneamento Ambiental.
Em adição, o uso de geotecnologias pode ajudar a fins de comparação de cenários em diferentes períodos de tempo para avaliação de um impacto ambiental que já aconteceu. Uma das possibilidades é a avaliação de impacto ambiental causado pelo turismo feito em uma determinada área. A falta de planejamento em conjunto com a forte interação humana com o meio ambiente resulta na maioria das vezes em algum tipo de impacto predominantemente negativo. Utilizar o técnicas de geoprocessamento ajudam a identificar, por exemplo, áreas degradadas pelo uso excessivo por práticas turísticas. 
A produção de mapas de fragilidade ambiental (como erosão) é um importante uso do geoprocessamento na avaliação de impactos ambientais. São mapas com áreas divididas do território em níveis hierárquicos de fragilidade. Ajudam a analisar e definir quais são as  áreas que têm uma maior fragilidade em relação a mudanças da dinâmica natural existente usando atributos do local como declividade, uso do solo, concavidade e tipo de solo para a classificação.
Um tema crescente em relação aos impactos ambientais é a geração de resíduos sólidos e a sua disposição adequada. Quando dispostos em locais não apropriados, os resíduos sólidos afetam - de maneira direta ou indireta - a qualidade do ar, solo e água, o que configura como um impacto ao meio ambiente. Um dos meios de mitigação desses impactos são os aterros sanitários. A utilização das geotecnologias podem ajudar nos estudos de adequabilidade dos aterros. Algumas das adequações que devem ser seguidas a fim de se adequar aos critérios ambientais exigidos para aterros sanitários - como a distância mínima da drenagem, do perímetro urbano, de  aeródromo  e a declividade  do terreno e recomendações de distância mínima até as rodovias - podem ser auxiliadas e analisadas mais facilmente com as ferramentas de geoprocessamento disponíveis nos softwares de SIG.
As análises de áreas sujeitas à inundações é outra das importantes utilizações dos softwares de SIG. É verificado fatores como avaliação dos impactos da ocupação e modificação  do ambiente natural construído nas áreas passíveis à inundação; identificação de zonas de risco; determinação das características morfométricas da área e analisar a influência das mesmas em suas proximidades.